# Nulti blok
Nulti blok (eng. zero block) ime je za vrstu memorijskog pristupa koji je bio dostupan računalima koja su rabila mikroprocesor MOS 6502. Svojstva mikroprocesora MOS 6502 bili su 16-bitni adresni prostor, dok je podatkovna širina bila 8-bita što je uvjetovalo usporavanje rada računala jer za čitanje neke adrese u RAMu bila su potrebna dva pristupa memoriji koja je bila izrađena od 8-bitnih čelija. Dizajneri MOS 6502 da bi napravili nekakvi kompromis za ubrzavanje rada dodali su nulti blok koji omogućavao je brzi pristup adresama memorije između lokacija $0000 i $00FF odnosno decimalno 0 i 255. S nultim blokom programeri su mogli usčuvati cikluse pristupa memoriji kroz 16-bitni adresni prostor preko 8-bitnog podatkovnog busa. Programeri rabili su nulti blok za spremanje podataka koji su potrebni za rad operacijskog sustava, ili za programe koji su zahtijevali veću brzinu rada kao recimo videoigre ili demoprogrami.